# ویکتور آریستوف
ویکتور آریستوف (انگلیسی: Viktor Aristov; ۱۴ اوت ۱۹۳۸ – ۱۴ فوریهٔ ۲۰۲۳) بازیکن سابق و مربی فوتبال اهل اوکراین بود.